# Allajulus caeruleocinctus
Allajulus caeruleocinctus är en mångfotingart som först beskrevs av Charles Thorold Wood 1864.  Allajulus caeruleocinctus ingår i släktet Allajulus och familjen kejsardubbelfotingar. Inga underarter finns listade i Catalogue of Life.